# Robert Kmieciak
Robert Kmieciak – polski politolog, dr hab. nauk humanistycznych, profesor i kierownik Zakładu Badań Władzy Lokalnej i Samorządu Wydziału Nauk Politycznych i Dziennikarstwa Uniwersytetu im. Adama Mickiewicza w Poznaniu.

## Życiorys
21 czerwca 1993 obronił pracę doktorską Wielkopolska Izba Rolnicza jako forma samorządu zawodowego i gospodarczego, 16 maja 2005 habilitował się na podstawie pracy zatytułowanej Samorząd gospodarczy w Polsce. Rozważania na temat modelu ustrojowego. 11 maja 2020 uzyskał tytuł profesora nauk społecznych. Awansował na stanowisko profesora nadzwyczajnego w Instytucie Politologii na Wydziale Społecznym i Humanistycznym Państwowej Wyższej Szkole Zawodowej w Koninie, oraz w Instytucie Nauk Politycznych i Dziennikarstwa na Wydziale Nauk Społecznych Uniwersytetu im. Adama Mickiewicza i na Wydziale Nauk Politycznych i Dziennikarstwa Uniwersytetu im. Adama Mickiewicza.
Jest profesorem i kierownikiem w Zakładzie Badań Władzy Lokalnej i Samorządu Wydziału Nauk Politycznych i Dziennikarstwa Uniwersytetu im. Adama Mickiewicza w Poznaniu, a także członkiem Rady Dyscypliny Naukowej – Nauk o Polityce i Administracji, Nauki o Komunikacji Społecznej i Mediach, Nauki o Bezpieczeństwie Uniwersytetu im. Adama Mickiewicza w Poznaniu.
Był prodziekanem na Wydziale Nauk Politycznych i Dziennikarstwa Uniwersytetu im. Adama Mickiewicza w Poznaniu.